# Alfa Cygni típusú változócsillag
Az α Cygni típusú változócsillagok nem radiális pulzáló változócsillagok, melyek szuperóriások, színképosztályuk Bep – AepIa. Periódusváltozásuk időtartama néhány naptól néhány hétig terjed, a fényességváltozás amplitúdója tipikusan 0,1 magnitúdó körüli. Fényességváltozásuk szabálytalan. Prototípusuk a Hattyú csillagképbeli Deneb.